# Bilozerske
Bilozerske (em ucraniano:  Білозерське, em russo:  Белозёрское) é uma cidade da Ucrânia, situada no Oblast de Donetsk. Tem 2,48 km² de área e sua população em 2020 foi estimada em 15.099 habitantes.